# 絵本美術館

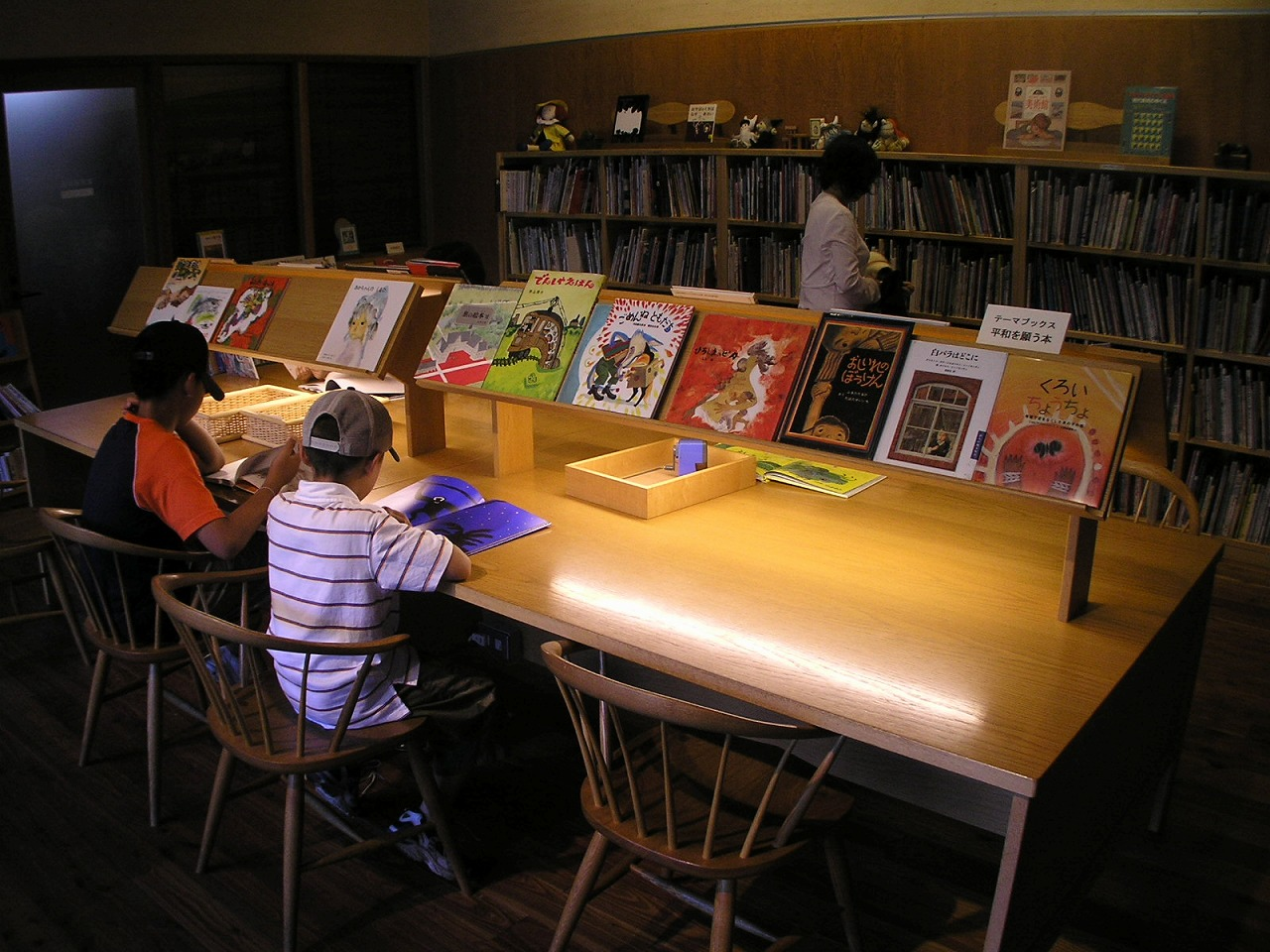
絵本の部屋（安曇野ちひろ美術館）

絵本美術館（えほんびじゅつかん）は、優れた絵本の原画の展示に合わせて、作品としての絵本コーナーなどが併設されたもの。
世界で初めての絵本美術館は日本の東京都練馬区にある「いわさきちひろ絵本美術館」（現・ちひろ美術館・東京）である。
作家の個人美術館の態をなしたもの、公的な資料収集として設置されたものなど、さまざまな形態、意図によるものが混在している。こぢんまりとした絵本の図書館といった性格も持っているが、貸し出しをするわけではない。まれに喫茶コーナーもある。

## 代表的な絵本美術館

### 日本
- 鉢&田島征三・絵本と木の実の美術館 - 新潟県十日町市（田島征三）
- 絵本の家ゆきぼうし - 新潟県魚沼市
- 絵本美術館「まどのそとのそのまたむこう」（英語版） - 福島県いわき市
- いわむらかずお絵本の丘美術館 - 栃木県那須郡那珂川町（いわむらかずお）
- ちひろ美術館・東京 - 東京都練馬区（いわさきちひろ）
- 射水市大島絵本館（旧・大島町絵本館） - 富山県射水市
- 絵本の樹美術館 - 山梨県北杜市
- 斑尾高原絵本美術館 - 長野県飯山市斑尾高原
- 軽井沢絵本の森美術館 - 長野県北佐久郡軽井沢町
- イルフ童画館 - 長野県岡谷市（武井武雄）
- 小さな絵本美術館 - 長野県岡谷市・諏訪郡原村（フェリクス・ホフマン）
- 黒姫童話館 - 長野県上水内郡信濃町
- 絵本美術館 森のおうち - 長野県安曇野市
- 安曇野ちひろ美術館 - 長野県北安曇郡松川村（いわさきちひろ）
- ワイルドスミス絵本美術館 - 静岡県伊東市（ブライアン・ワイルドスミス）
- 大阪府立国際児童文学館 - 大阪府吹田市
- 大牟田市ともだちや絵本美術館 - 福岡県大牟田市
- 祈りの丘絵本美術館 - 長崎県長崎市
- 葉祥明阿蘇高原絵本美術館 - 熊本県阿蘇郡南阿蘇村（葉祥明）（2016年7月現在熊本地震により閉館中[2]。）
- 木城えほんの郷 森のえほん館 - 宮崎県児湯郡木城町

### 米国
- エリック・カール絵本美術館 - マサチューセッツ州アマースト（エリック・カール）2001年に米国初の絵本専門美術館として開館[3]